# Сахар-сырец

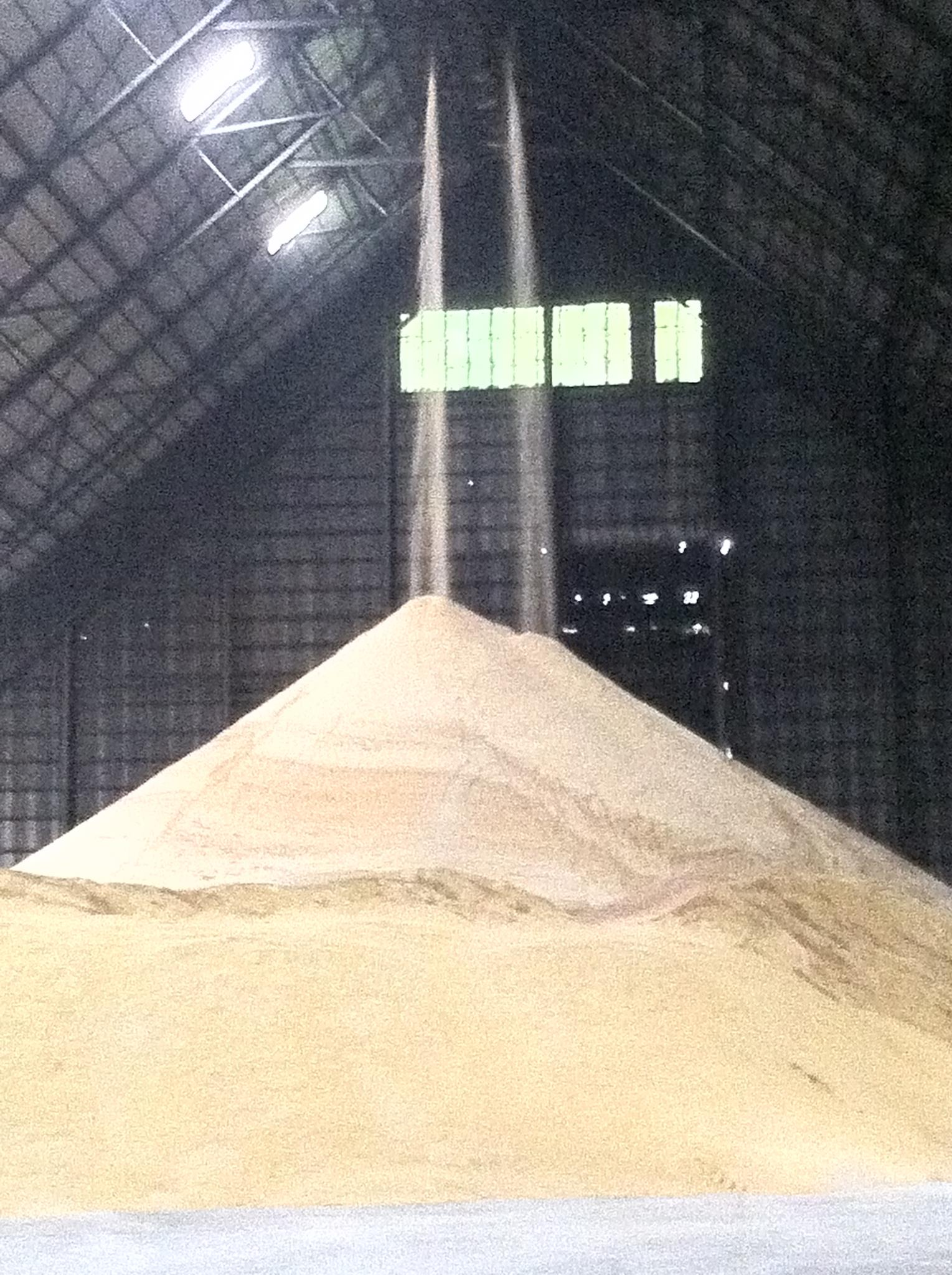
Производство сахара-сырца на Филиппинах

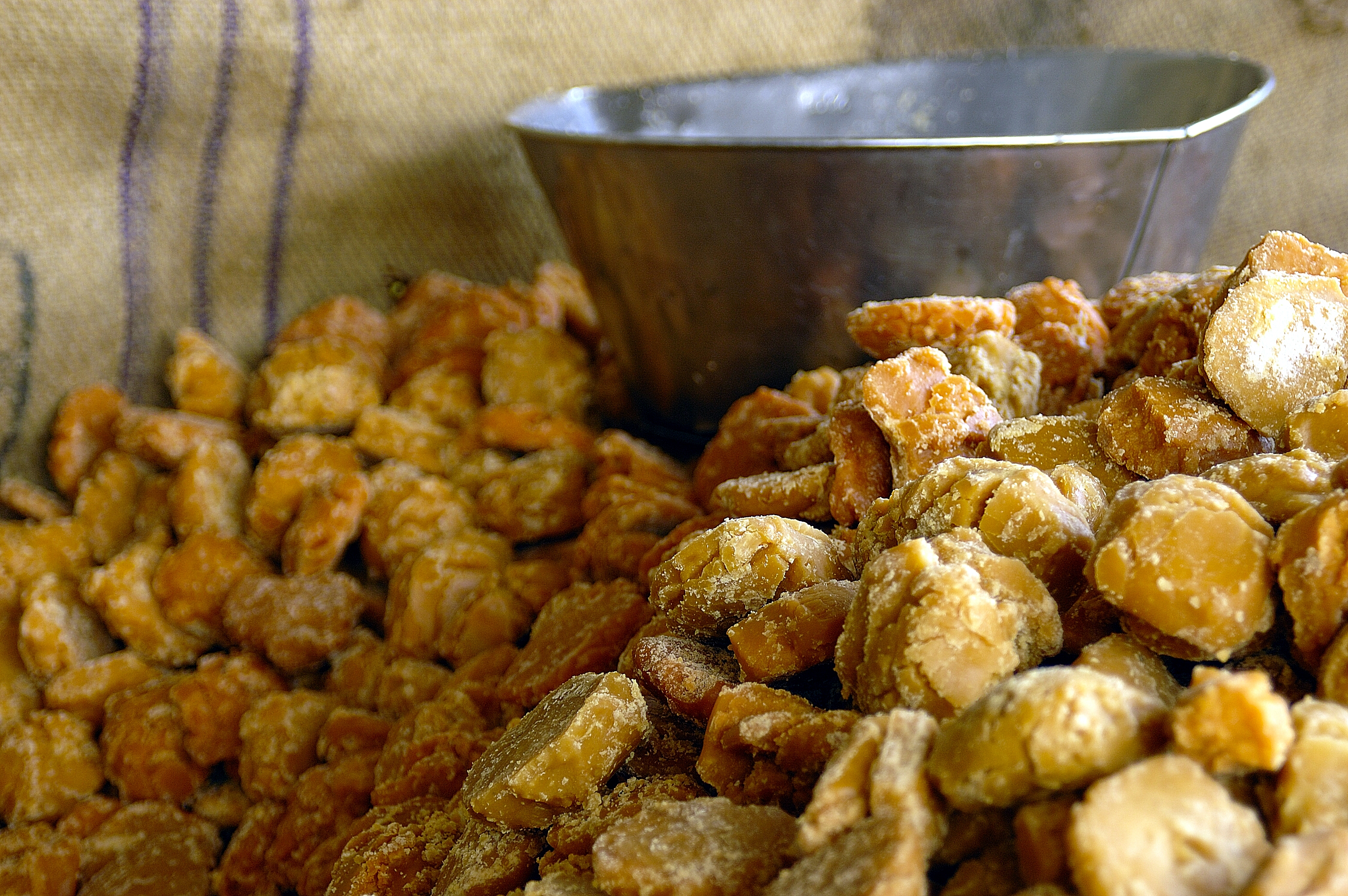
Индийский сахар-сырец

Сахар-сырец — продукт переработки сахарной свёклы или сахарного тростника в виде отдельных кристаллов, состоящих из сахарозы и несахаров, являющийся сырьём для производства сахара-песка, сахара-рафинада и жидкого сахара.
Для очистки сахара-сырца применяют такие способы, как обработка паром, этиловым спиртом, известью и углекислым газом.